# Michael Walker
Michael Andrew Walker (13 de agosto de 1885 — 17 de março de 1971) foi um ciclista irlandês que competiu em dois eventos representando o Reino Unido nos Jogos Olímpicos de 1912 em Estocolmo. Com seu irmão John Walker, também um ciclista olímpico, eles lutaram na Revolta da Páscoa (1916) pela independência irlandesa.[carece de fontes?]